# توركو كونياسبور
توركو كونياسبور هو فريق كرة سلة تركي تأسس في 1987 يقع في قونية، تركيا. يلعب في الدوري التركي لكرة السلة.